# Willi Kaltschmitt Luján

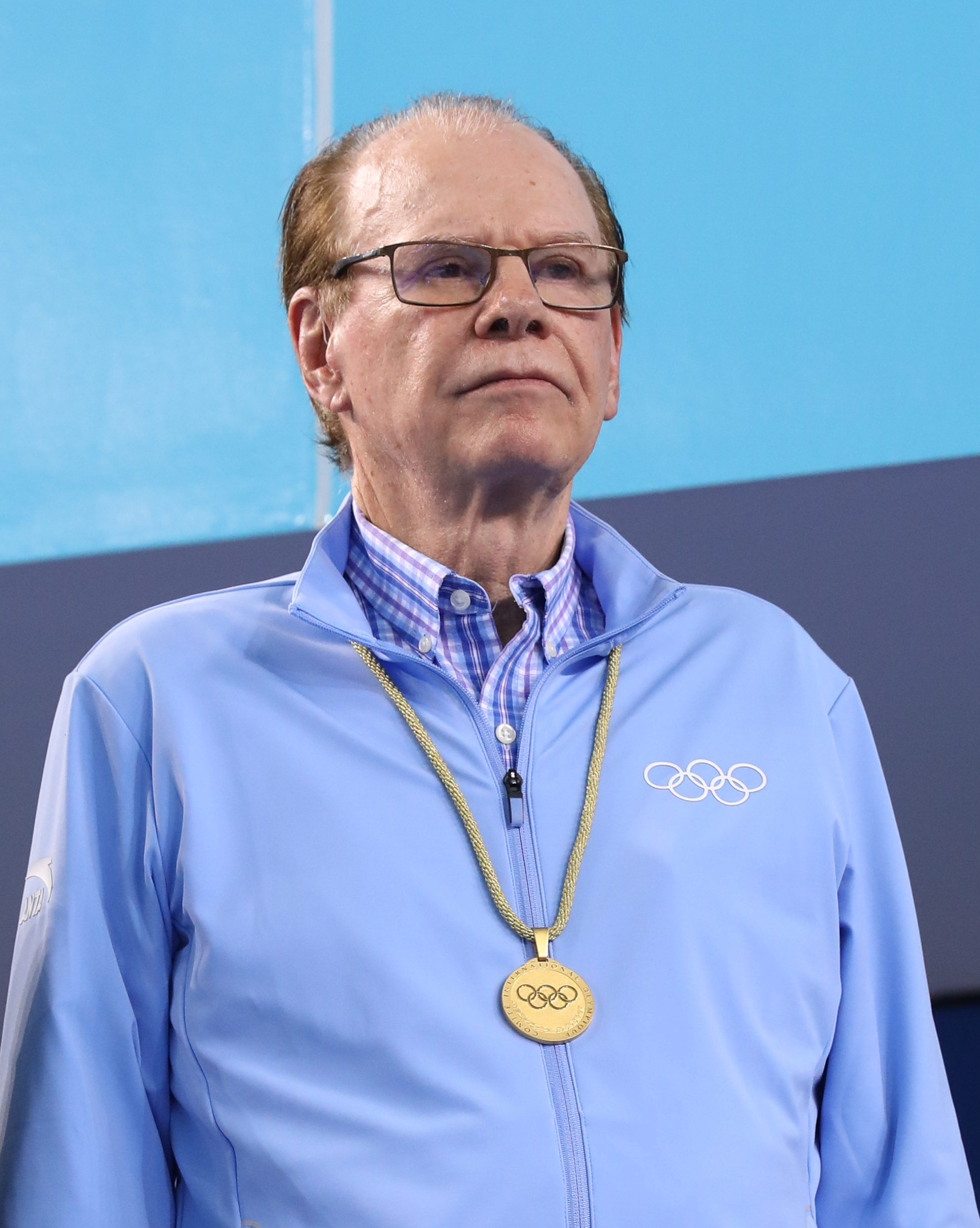
Willi Kaltschmitt-Luján (2018)

Willi Kaltschmitt Luján (* 13. August 1939) ist ein guatemaltekischer Diplomat, Geschäftsmann und Sportfunktionär.

## Berufliches Leben
Willi Kaltschmitt Luján arbeitete in verschiedenen Geschäftsbereichen. So war er Direktor eines Kommunikationsunternehmens. Für die guatemaltekische Industriekammer war er als Präsident der Pflanzenschutzvereinigung tätig. Er war Präsident der Außenhandelskommission der FUNDESA, einer guatemaltekischen Stiftung für Handelsentwicklung.
1998 wurde er als Botschafter Guatemalas nach Kuba entsandt. Kaltschmitt Luján blieb bis 2000 in Havanna. Nach seiner Rückkehr wurde er Tourismus-Beauftragter des Präsidenten Guatemalas.

## Sportliche Karriere
Willi Kaltschmitt Luján war aktiver Baseballspieler in der Guatemala Major League Baseball. Für den guatemaltekischen Boxsport nahm er als Delegationsmitglied an mehreren Olympischen Spielen sowie regionalen und Weltmeisterschaften teil.

## Sportadministration
Kaltschmitt Luján war von 1980 bis 1992 Präsident des NOKs Guatemalas. Seit 1993 ist er Vizepräsident der Panamerikanischen Sportorganisation. Zudem ist er der Präsident der Ethik-Kommission des Taekwondo-Weltverbandes.
1988 wurde er zum IOC-Mitglied gewählt und ist seitdem in verschiedenen Kommissionen tätig. Seit 2012 ist er Vorstandsmitglied des IOC.